# Reducción de la jornada de trabajo
La reducción del tiempo de trabajo, reducción de la jornada laboral, reducción de la semana laboral asimilable en ocasiones al reparto de trabajo o redistribución del trabajo, en relación con el trabajo asalariado, se refiere a la disminución de las horas de trabajo en la jornada laboral y la semana laboral y, por extensión, en el cómputo de horas trabajadas mensual, anualmente así como a lo largo de toda la vida laboral. Cuando se reducen los días de trabajo a la semana se habla de reducción de la semana laboral.
La reducción de la jornada de trabajo, entendida como una forma de distribución de la renta, como un elemento de bienestar social y también como reparto de la escasez de trabajo asalariado -como consecuencia del incremento sostenido de la productividad y de altas tasas de desempleo- ha sido uno de los éxitos y demanda tradicional de la izquierda política y el movimiento obrero que se materializó en la jornada de ocho horas y se opone a la flexibilización del mercado de trabajo propuesta tradicional de la derecha política. El debate sobre la reducción de la jornada laboral afecta a gobiernos, empresas y trabajadores en todo el mundo ante los problemas de empleo, productividad, conciliación, salud y ecología.

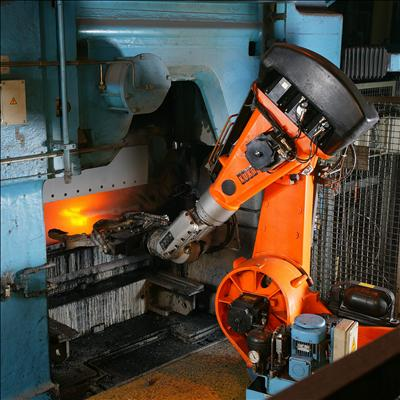
Proceso de automatización en la industria de la fundición a presión: robot extrayendo una manufactura

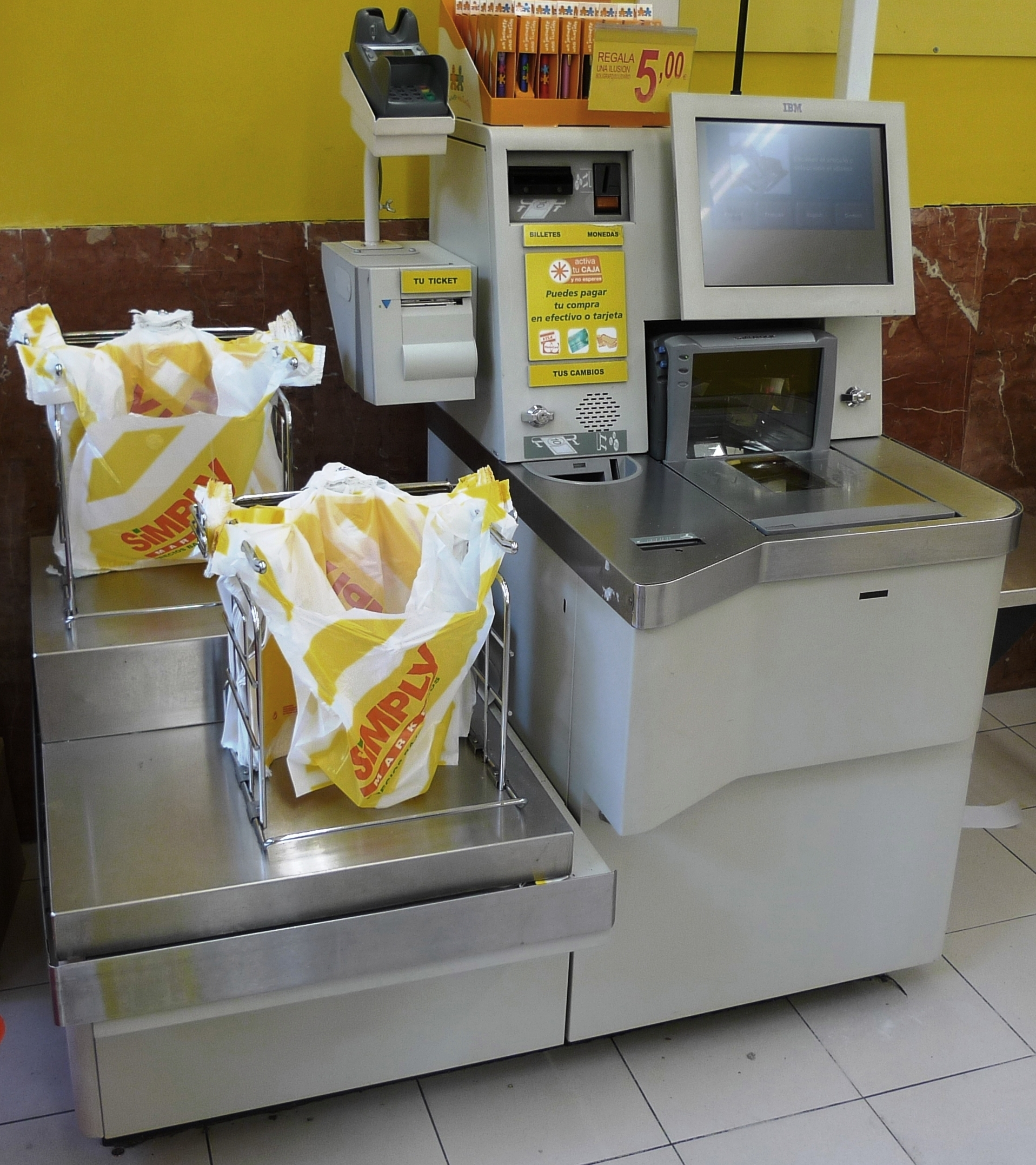
Caja autoservicio que integra tanto al trabajador -cajeros y cobradores- como a las cajas registradoras. En la fotografía una caja automática en un supermercado Simply de Madrid. 2010. Muchos procesos habitualmente realizados por personas están siendo sustituidos por terminales automáticas que permiten al usuario o comprador realizar operaciones que antes desempeñaban trabajadores. Así ocurre en la banca electrónica, cajeros automáticos, gasolineras autoservicio, máquinas expendedoras -de billetes de viaje, bebidas, cafés, alimentos, preservativos, fotografías, etcétera-. Los trabajos más repetitivos suelen ser más fáciles de sustituir por máquinas.

El 16 de octubre de 2021 el Papa Francisco defendió la reducción de la jornada laboral para mejorar el acceso de todos al trabajo.

## Reducción de la jornada de trabajo coyuntural
En ocasiones el concepto de reducción de la jornada de trabajo se refiere a una situación coyuntural y por tanto temporal, derivada de los derechos del trabajador, recogidos en la legislación laboral de los distintos países o un convenio colectivo, ante circunstancias sobrevenidas (lactancia, cuidado de hijos, cuidado de personas dependientes y otras) o por acuerdos establecidos en la legislación o los convenios laborales relativos al ajuste temporal de la demanda o a la estacionalidad de la producción entre empresarios y trabajadores con el objeto de integrar la estacionalidad, mantener el empleo y evitar constantes despidos y contrataciones de carácter coyuntural.

## Reducción de la jornada de trabajo estructural

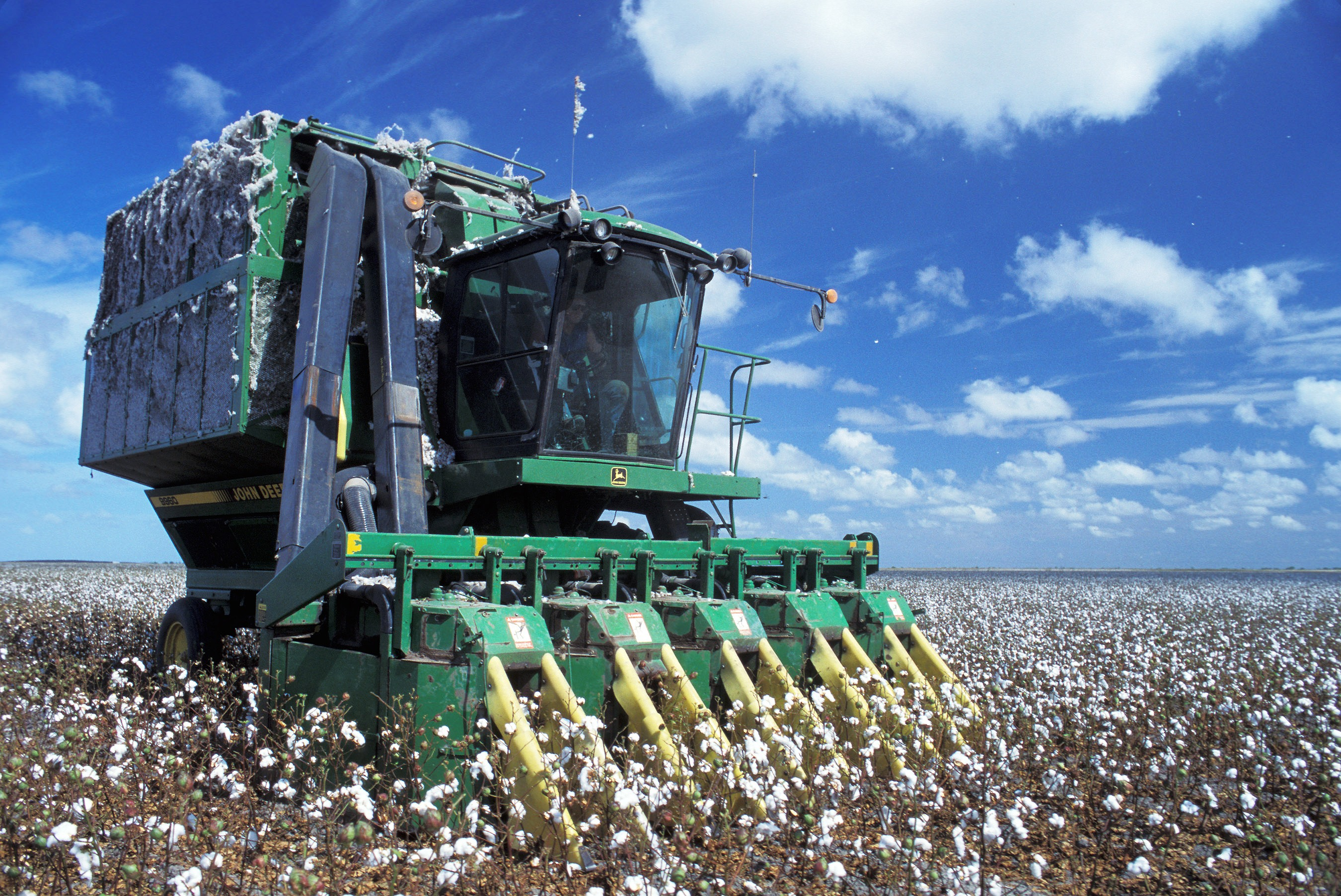
Cosechadora de algodón John Deere. La mecanización en el sector primario produjo una enorme pérdida de empleos durante el y el que, en parte, fueron absorbidos por la creciente industria urbana. La denominada revolución verde, entre 1950 y 1984 aumentó la producción agrícola y redujo todavía más el número de puestos de trabajo necesarios en el sector primario.

La reducción de la jornada de trabajo o reducción de la jornada laboral de carácter estructural se deriva de la interrelación de varios factores, entre ellos: el aumento de la productividad, el aumento del desempleo estructural, la mejora de las condiciones de trabajo y existencia de una clase media amplia que pueda consumir y que constituye la clave de una sociedad de consumo.
Asociado al aumento de la productividad se produce un menor requerimiento de tiempo de trabajo humano global y por tanto una importante disminución de empleos en todos los sectores económicos clásicos: primero afectó al sector primario o agropecuario -revolución verde-; después al sector sector secundario o industrial y actualmente está afectando al sector servicios por la generalización de la telemática y los procesos de informatización; de momento el desempleo parece no afectar de forma tan clara en el denominado tercer sector o economía social. 
David Anisi señala, en su libro Creadores de escasez, que ya Keynes en 1936 asociaba la gestión de la demanda (crisis de demanda - sobreproducción - subconsumo) con el mantenimiento del pleno empleo y como la presión demográfica requería aumento de la demanda y aumento de la produccíón para el mantenimiento del pleno empleo. Sin embargo, indica Anisi, no supo ver que el problema del empleo no solamente estaba asociado a la demanda sino también al aumento de la productividad que requería inevitablemente una disminución real del tiempo de trabajo si se quería mantener el pleno empleo. Cuando esta disminución del tiempo de trabajo no se produce se genera un desempleo estructural sin solución que se convierte en desempleo cíclico indicador de una crisis económica. Franco Berardi considera que el trabajo asalariado imprescindible para una mayoría social si quiere sobrevivir debe reducirse e incluso desaparecer ya que es un sistema de «esclavitud laboral» contemporáneo.

### Pleno empleo. La edad dorada 1945-1973
Para autores como Paul Krugman, Tony Judt, Angus Maddison, Vicenç Navarro, David Anisi y Josep Fontana, entre otros, la denominada edad dorada del pleno empleo, fundamentalmente en el mundo occidental desarrollado, se localiza en el período aproximado de 1945 a 1973 (hasta la recesión de 1973–1975), prácticamente desde el final de la Segunda Guerra Mundial hasta la crisis del petróleo de 1973, es decir, lo que se conoce como los Treinta años Gloriosos (1945-1975), cuando se produjo una fuerte expansión económica en la postguerra (después de la Segunda Guerra Mundial). La razón fundamental de esa edad dorada de expansión y crecimiento económico -ya iniciada con las propuestas del New Deal y asentada en los años 40 de la postguerra hasta los años 1970, período denonimado la gran compresión (Great Compression)- e igualdad social y económica, fue la prioridad política que se dio al pleno empleo y su aplicación económica mediante el keynesianismo (Acuerdos de Bretton Woods). Los tipos de cambios fijo, aunque no rígidos, facilitaron los créditos a escala internacional, las políticas sindicales se reforzaron y mejoraron las condiciones económicas y la seguridad de los trabajadores; por todo ello se produjo un fuerte aumento en el comercio mundial.
La ruptura de la prioridad política del pleno empleo ha dado lugar a una desigualdad de ingresos, la aparición del desempleo estructural y cíclico que ha sido denominado como la gran divergencia por el economista Paul Krugman. El pleno empleo facilita la reivindicación, frente a lo que Marx denominaba ejército industrial de reserva, de la reducción de la jornada de trabajo. Por otra parte, el desempleo estructural puede también reducirse con un reparto estructural del tiempo de trabajo.

### Reintroducción del pleno desempleo. 1970-1980 hasta la actualidad
La derecha política promueve, en general subrepticiamente, el alto desempleo con el objeto de debilitar a la clase trabajadora y los sindicatos devaluando el trabajo y obteniendo una fuerte disminución de los costes laborales y otros beneficios sociales de los trabajadores. Este objetivo ha sido admitido explícitamente por Alan Budd, Asesor Especial en el Tesoro de la 'Oficina de Responsabilidad Presupuestaria' (Office for Budget Responsibility) durante el periodo de 1979 a 1981 del thatcherismo.
Ya en un artículo de 1943 atribuido a Joan Robinson se advertía del peligro, para el empresario, del pleno empleo y la necesidad de mantener unas cifras altas de desempleo para conseguir someter y atemorizar al trabajador. El argumento político-económico que ha justificado y justifica la existencia de un alto desempleo ha sido la necesidad del mantener la inflación en cifras muy bajas, incluso a costa de provocar recesión, depresión y alto desempleo. La baja inflación se demanda por los acreedores -países y bancos- para que las deudas no pierdan valor. Las consecuencias son claras: el alto desempleo beneficia a las empresas -costes laborales bajos- y una baja inflación beneficia a los países y bancos acreedores manteniendo invariables el valor de los préstamos concedidos.
Ante el desempleo estructural la propuesta político-económica de trabajo garantizado (TG) pretende dar una solución sostenible al problema dual de la inflación y el desempleo y tiene como objetivo conseguir tanto el pleno empleo como la estabilidad de precios.

### Centro y periferia del capitalismo
Para autores de la izquierda política como Emir Sader, Wallerstein, Arrighi y otros, la evolución de las condiciones de trabajo en el centro del capitalismo (primer mundo o países desarrollados) y en la periferia -tercer mundo y países en desarrollo-, es muy distinto. La sobreexplotación, bajos sueldos, extensión de la jornada y otras condiciones de trabajo han seguido aumentando en los países periféricos del capitalismo. Los trabajadores de estos países han sido y son sobreexplotados en condiciones laborales y sociales penosas. Son, según estos autores, los efectos del neocolonialismo y la aplicación de políticas neoliberales en el nuevo contexto del postcolonialismo.

## Factores de la reducción de la jornada de trabajo

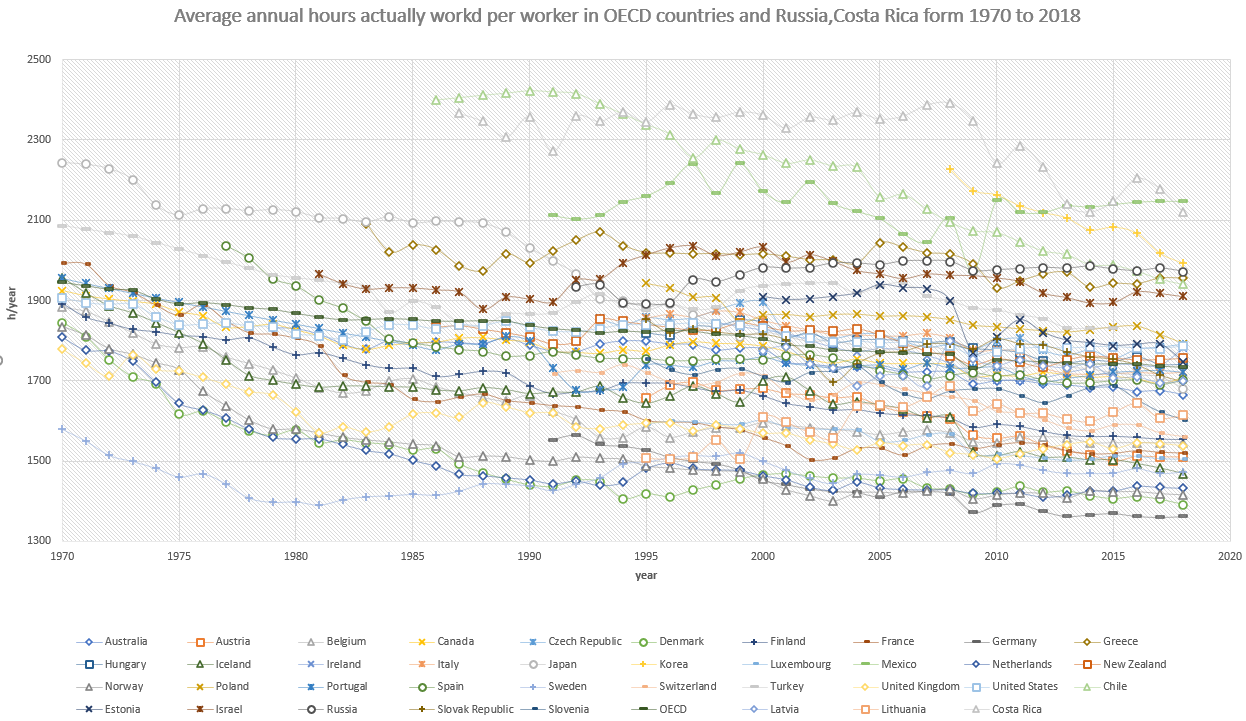
Evolución de las horas trabajadas anualmente en los países de la OCDE 1970-2018. El cómputo anual varía según los países. En 2018 Alemania tenía el mínimo de horas trabajadas anualmente con 1350 y Costa Rica el máximo de 2150 horas entre los países de la OCDE

### Aumento de la productividad y el crecimiento
La reducción de la jornada de trabajo se plantea en un contexto en el que el aumento de la productividad, asociada al crecimiento económico pero con rendimientos decrecientes afectan a la consideración del uso de la mano de obra.
Las causas del aumento de la productividad son consecuencia del desarrollo de la tecnología, de la mejor educación y formación del denominado capital humano y de la mejora del capital físico: mecanización, industrialización, automatización y robotización, implantación de tecnologías de la información y la comunicación; de la mejora en la gestión de recursos humanos; del aumento de la cualificación profesional y la formación de trabajadores así como de la implantación del sistema de gestión de la calidad y la intensificación del capital que reducen la necesidad de mano de obra intensiva. En países exportadores de materias primas, habitualmente con baja productividad, se renuncia a la productividad a cambio de más población; en países industrializados se consigue una alta productividad con escasa mano de obra lo que promueve institucional e individualmente un mayor control del aumento de la población.
Joseph Stiglitz indica que un aumento en las horas trabajadas como resultado del crecimiento demográfico que no redunde en un aumento de la productividad impactará en el nivel de vida debido a que la mayor renta no tendrá un valor real de consumo por la menor cantidad de bienes o servicios producidos, según la fórmula: i de crec. de Producción = i de aum. de horas trabajadas + i de aum. de productividad. En ese sentido, en un contexto de productividad superior, para mantener niveles de crecimiento de la producción total en valores de equilibrio, es necesario reducir la jornada, por cuanto resulta económicamente innecesario sobrepasar dichos niveles de crecimiento estable, en concordancia con una tendencia al desarrollo sostenible, y en un contexto de equilibrio demográfico.
Autores como David Anisi, Guy Aznar, Laura Balbo, Alain Caillé, André Gorz, Jean-Lousi Laville, Jacques Robin, Roger Sue, Jeremy Rifkin, Carlos Gabetta, consideran que hay una crisis del sistema salarial tradicional como consecuencia del desarrollo de la sociedad tecnológica actual que han disociado el crecimiento económico de la creación de empleo haciendo incluso compatible que una disminución del trabajo asalariado se produzca junto a una alta productividad y crecimiento -al que actualmente contribuye el taylorismo digital-. También deben considerarse en este contexto los límites ecológicos y productivos de la Tierra; en este sentido Donella Meadows ha señalado que los límites del crecimiento del planeta podrían producir colapsos sociales y guerras climáticas.
Asimismo, uno de los debates actuales en la Unión Europea se centra en la relación negativa entre el número de horas trabajadas y la productividad. Esto es, cuanto mayor es la jornada laboral del trabajador, menor es su producción por horas. Dentro Unión Europea, Grecia es el país con más horas trabajadas al año por empleado tiene la tasa de productividad más baja del bloque y Alemania cuenta con la menor jornada laboral encabeza los índices de productividad.

### Aparición de un alto desempleo estructural
La productividad, fruto de los procesos de mecanización, automatización e informatízación, genera en todos los sectores un alto grado de desempleo estructural que se mantiene a lo largo del tiempo y que no es absorbido ni por el tradicional sector servicios ni por los empleos creados con la aparición del tercer sector o economía social. Jason Resnikoff critica el abuso de los términos automatización, mecanización e informatización que no conllevarían una disminución de trabajo humano global sino una ideologización capitalista y un depauperación de las condiciones de trabajo, considerándolas de inferior categoría. Las máquinas son hechas y manejadas por trabajadores.
Las medidas habituales de flexibilización laboral no resuelven el problema ya que no solamente se trata de una inadecuación del mercado laboral a las demandas empresariales de capital humano sino de un menor requerimiento de puestos de trabajo en el sistema productivo en general. Es un desempleo estructural creciente a nivel global y que no responde a medidas económicas de ningún tipo.
Los planes de reducción de las horas de trabajo se consideran sumamente eficaces durante periodos de crisis ya que reducen el número de despidos. En Alemania, por ejemplo, durante la crisis económica de 2008-2014 o Gran recesión, la estabilidad del empleo se ha logrado en buena medida gracias a los ajustes en las horas de trabajo gracias al diálogo social y como una de las medidas para proteger tanto el empleo como la productividad y viabilidad de las empresas.

### Mejora de las condiciones de trabajo
La mejora de las condiciones de trabajo como consecuencia de las luchas sociales del movimiento obrero y el movimiento sindical que, entre otras demandas, siempre han reivindicado una disminución del tiempo de trabajo como modo de redistribuir los beneficios (crecimiento de la renta nacional) del crecimiento económico y la productividad.
La Organización Internacional del Trabajo (OIT) señala que el estrés laboral produce unas pérdidas de hasta un 3 % del producto interno bruto (PIB), es decir, reduce la productividad, de aumentar el absentismo, incrementear las bajas por enfermedad. La reducción de la jornada de trabajo facilita la conciliación de la vida familiar y la mejora de la satisfacción personal.

### Ampliación de la clase media consumidora: distribución de la renta
En Estados Unidos, en la década de 1920, se consolida el consumismo y se generaliza una clase media moderna. La ampliación del número de ciudadanos de esa clase media fue necesaria en una sociedad con altos índices de producción que no encontraba suficiente demanda. Esa deseada sociedad de consumo que pudiera absorber una sobreproducción creciente requería un aumento de la población con recursos, tiempo para ocio y expectativas personales positivas para dinamizar el consumo y crear una fuerte demanda que permitiera el crecimiento económico.
La clase media comienza a aparecer en el siglo XVIII con la revolución industrial y se comienza a consolidar a finales del siglo XIX. La clase media moderna en Estados Unidos aparece unida al fenómeno de sobreproducción y alto desempleo después de la Primera Guerra Mundial que fue resuelto con la promoción del consumismo. La clase media es la clase predominante -a veces mayoritaria- en sociedades desarrolladas.

### Motivaciones ambientales
Los modelos económicos productivistas, plantean una reducción de la jornada laboral que no afecta la producción total. El decrecimiento es una corriente de pensamiento político, económico y social favorable a la disminución de la producción económica con el objetivo de establecer una nueva relación de equilibrio entre el ser humano y la naturaleza, pero también entre los propios seres humanos. Para Serge Latouche, uno de los teóricos del decrecimiento una reducción fuerte del tiempo de trabajo, que permitiera reducir la producción total y un mayor y mejor reparto del trabajo entre toda la población activa, es fundamental.

### Motivaciones antipatriarcales
Desde su mirada pro-feminista Michael Kaufman aboga por una reducción de la jornada laboral para los varones por considerar que va en el mismo sentido que sus ideas: mayor acceso al trabajo para las personas que sufren discriminaciones en el mercado laboral, cuestionamiento de la identidad masculina tradicional (el rol proveedor), mayor involucramiento de los varones en las tareas de paternidad, con beneficios para la infancia. Desde la organización británica NEF (New Economics Foundation) se considera la reducción de la jornada como una medida imprescindible para promover la igualdad ante la ley entre hombres y mujeres.

### Dignidad del trabajo y alienación
La reivindicación social de la reducción de la jornada de trabajo aparece con la revolución industrial. Muchos trabajos artesanales comienzan a ser sustituidos por tareas repetitivas -división del trabajo- y más tarde por la producción en cadena. Desaparece el control del producto por parte del trabajador, su aspecto creativo y de alguna manera la dignidad que llevaba asociada la creación o producción de bienes. Autores como William Morris criticaron la producción industrial, no por su capacidad de fabricar muchos objetos sino por la condición que adquiría el trabajador de 'mera herramienta' ya que desaparecía la parte creativa, artesana y 'humana'. Morris, consideraba que el trabajador se transformaba en una máquína y este aspecto era para él la esencia de la crítica socialista y también romántica del modo de producción capitalista.
Existirían tres tipos de reivindicaciones en relación con el trabajo: un reparto justo de la plusvalía (tasa de plusvalor) -mejora de los salarios-, más tiempo de ocio y descanso -una reducción del tiempo de trabajo- y un trabajo digno y humano en el que el trabajador pueda sentirse realizado y no alienado. Históricamente hay una constante disyuntiva entre el trabajo como castigo y la dignidad del trabajo como cualidad de lo humano. Richard Sennett incide en estos aspectos en varias de sus obras -La corrosión del caracter, El artesano-. David Graeber consideró que la existencia de un gran número de trabajos inútiles para la sociedad suponen una indignidad y alienación para quienes los desempeñan por lo que deberían ser eliminados. El economista David Anisi, en su libro Creadores de escasez señala la dignidad del trabajo socialmente útil frente al desempleo así como el reconocimiento histórico del valor del trabajo; indica también las dificultades de reducir la jornada de trabajo pero su necesidad para el equilibrio económico y social mediante la reducción radical del tiempo de trabajo relacionada con la producitividad y el crecimiento.

### Escasez de trabajadores y Gran Dimisión
La generalización del desempleo estructural desde la década de 1970 parecía hacer imposible un escenario de escasez de mano de obra ya sea en un sector o en un territorio. Sin embargo, durante la Pandemia de COVID-19 se ha producido una serie de hechos que podrían indicar, en algunos sectores y países, una escasez de trabajadores junto con una rechazo a las malas condiciones de trabajo como se ha advirtió en Estados Unidos con el fenómeno de la Gran Dimisión o la escasez de trabajadores en Reino Unido como efecto del Brexit. La escasez de trabajadores puede requerir la ampliación de horarios pero también facilita la mejora de las condiciones de trabajo y la reducción de la jornada laboral.

### Abolición del trabajo y rechazo al trabajo
La abolición del trabajo asalariado es una reivindicación revolucionaria procedente del marxismo y del anarquismo que pretende una redistribución de la riqueza que reduzca la desigualdad económica de manera que todos los seres humanos puedan obtener lo suficiente para satisfacer sus necesidades sin la necesidad de desarrollar un trabajo remunerado. El objetivo es eliminar la alienación originada por el trabajo y su teórica implantación se produciría en una sociedad poscapitalista.
Por otra parte, y en un sentido parecido, el rechazo del trabajo, como fenómeno económico, sociológico y político, constituye una realidad y es objeto de análisis en la sociedad contemporánea. El rechazo no es otra cosa que el tratar de evitar o superar condiciones de trabajo consideradas asfixiantes o poco satisfactorias para la realización personal. Tiene distintas lecturas y soluciones según de qué ideologías del espectro político provengan.

## Trabajo: historia y evolución del tiempo de trabajo

### Trabajo y jornada de trabajo en las sociedades preindustriales
Existen diversos estudios sobre sociedades cazadoras-recolectoras (Marshall Sahlins, Pierre Clastres) que indican que los aborígenes australianos de la Tierra de Arnhem y los bosquimanos del sur de África apenas dedicaban de 3 a 5 horas diarias a asegurar su subsistencia; En sociedades más complejas y sobre todo con la aparición de la agricultura, comienzan los intercambios (ver Economía del don y Ensayo sobre el don), y podrá hablarse de labor y labores, que requerirán más o menos dedicación e intensidad pero de ninguna manera, ni siquiera durante la actividad gremial, puede hablarse de jornada de trabajo con el significado que actualmente tiene.

### Evolución de la jornada de trabajo y la productividad desde comienzos de la sociedad industrial
| Año  | Población  | Población ocupada | Horas trabajador año | Horas trabajador semana | Horas trabajador día | Productividad hora de trabajo (dólares 1990) | PIB per cápita (dólares 1990) |
| ---- | ---------- | ----------------- | -------------------- | ----------------------- | -------------------- | -------------------------------------------- | ----------------------------- |
| 1785 | 12 681 000 | 4 915 000         | 3000                 | 62                      | 11                   | 1,29                                         | 1505                          |
| 1820 | 19 832 000 | 6 884 000         | 3000                 | 62                      | 11                   | 1,69                                         | 1756                          |
| 1870 | 29 312 000 | 12 285 000        | 2984                 | 61                      | 10,9                 | 2,64                                         | 3297                          |
| 1913 | 42 622 000 | 18 566 000        | 2624                 | 53                      | 10                   | 4,40                                         | 5032                          |
| 1950 | 50 363 000 | 22 400 000        | 1958                 | 40                      | 8                    | 7,86                                         | 6847                          |
| 2000 | 58 670 000 | 27 200 000        | 1489                 | 30                      | 6                    | 28,71                                        | 19 817                        |

El concepto histórico contemporáneo de jornada laboral va de la mano de industrialización de la producción durante la revolución industrial y la conversión del trabajo humano en fuerza de trabajo, como un factor de producción que pasa a formar parte de una economía de mercado con la teoría del valor-trabajo de los economistas clásicos (Adam Smith, David Ricardo, Karl Marx).
Robert Owen comenzó a partir de 1810 a difundir la reivindicación de una jornada de ocho horas. En 1883 el pensador socialista Paul Lafargue publicaba El derecho a la pereza en el que consideraba a las máquinas las salvadoras de la humanidad ya que redimirían al hombre del penoso trabajo otorgándole ocio y libertad. En España el año 1919, como consecuencia de la huelga general en Barcelona de 44 días el gobierno español presidido por el Conde de Romanones aprobó, el 3 de abril, el decreto sobre la jornada máxima total de trabajo en España de 8 horas al día y de 48 a la semana.
En la Tabla 1 puede apreciarse la evolución de las horas de trabajo por año, semana y día por persona en el Reino Unido desde 1785 al año 2000. En este país se ha pasado en unos 200 años de 3.000 horas anuales a 1.489, prácticamente la mitad; de igual modo ha descendido el horario semanal y diario, si bien con la advertencia de que los días anuales no trabajados han ido aumentado y, a la vez, disminuyendo los días laborales semanales, desde 6 días, en algunos desde 7, hasta 5 los días laborales. Puede apreciarse un constante incremento de la productividad por hora trabajada y PIB per cápita y su explosión desde los años 1950 hasta los 2000 período en el que se ha cuadriplicado y triplicado respectivamente.
Para autores como Herbert J. Gans una nueva reducción significativa y real del tiempo de trabajo solamente será posible si existe una convicción generalizada de los beneficios -tanto individuales como sociales- de dicha reducción.

### Reducción del tiempo de trabajo en toda la vida laboral
Según Manuel Castells el tiempo de trabajo ha disminuido a lo largo de los siglos XIX y XX en todos los países desarrollados, así, señala, en 1850 un trabajador acumulaba 150 000 horas de trabajo en toda su vida; en 1900 disminuyó 13 %, bajando a las 130 000 horas -promedio de 2700 horas anuales durante 48 años-; en 1950, la vida laboral era de 110 000 horas -2345 horas anuales y 47 años- y en 2000 el promedio fue de 75 000 horas anuales -41,5 años trabajando un promedio de 1800 horas año- si bien muchos países de Europa ya estaban por debajo de las 60 000 horas -un promedio de 1700 horas al año durante 35 años-. Para Ignacio Muro Benayas, la reducción del tiempo de trabajo es inevitable ante la situación de envejecimiento de la población, la automatización y robotización y por el imparable aumento de la productividad por lo que se debe reducir el cómputo total de la vida laboral o vida producctiva y establecer una distribución asimétrica a lo largo de la vida -más horas de trabajo en las etapas iniciales y menos en las finales-. Aboga por un nuevo contrato social que haga de la reducción constante del tiempo de trabajo un principio rector. Por otra parte, la reducción del tiempo de trabajo no debe suponer la reducción de los salarios.

### Reducción de la semana laboral y la jornada laboral
La reducción de la semana laboral y la jornada laboral aumentaría la salud de los trabajadores, reduciendo el estrés, causante de muchas enfermedades, entre otras las enfermedades mentales, y por tanto disminuyendo las bajas laborales, consiguiendo además una productividad similar.

#### Semana laboral de 7 a 5 días
La semana de labor tradicional y anterior a la revolución industrial era básicamente de 6 días, con 1 de descanso (viernes, sábado o domingo dependiendo de las distintas culturas y religiones). Durante la revolución industrial en Gran Bretaña y otros países la semana laboral alcanzó los 7 días sin descanso alguno. Así ocurre actualmente en numerosos lugares del mundo donde el trabajo a destajo y la falta de derechos hace que no exista pausa diaria de trabajo. 
El primer paso para la reducción de la semana de 6 días fue, en los países occidentales, la implantación del fin de semana inglés que unía la tarde del sábado al domingo (1 día y medio de descanso). La extensión de una sociedad de consumo que requiere tiempo para las compras y el gasto en ocio ha generalizado en buena medida y en todo el mundo la semana laboral de 5 días; de lunes a viernes en los países de tradición cristiana y judía (fin de semana el sábado y domingo); de domingo a jueves en la mayoría de países musulmanes (fin de semana el viernes y sábado).
En Venezuela, desde mayo de 2013, como señala el Artículo 173 de la nueva Ley Orgánica del Trabajo de los Trabajadores y Trabajadoras (LOTTT) señala que la semana laboral será de 5 días y 2 días de descanso (40 horas semanales). Anteriormente la semana laboral era de 6 días de trabajo y un día de descanso (44 horas semanales).

#### Semana laboral de 36 horas en 3 días laborables
El empresario mexicano Carlos Slim defiende «Una jornada laboral de 12 horas, tres días a la semana y jubilación a los 75 años». Considera que para dar cabida a más trabajadores y ante el aumento de la productividad por implantación de la inteligencia artificial permitiría trabajar 3 días a unos trabajadores, otros 3 a otros durante jornadas de 12 horas pero con una jubilación a los 75 años dada la esperanza de vida.

#### Semana laboral de 34 horas
Desde 'Banatu Taldea' que asume el punto de vista decrecentista, las propuestas de reducción de la jornada laboral, con el objetivo de repartir el trabajo y disminuir el impacto medioambiental, se consideran imprescindibles ya sea a 34 horas laborales semanales como a 32. El partido político español Podemos incluyó en su programa electoral de 2019 fijar en 34 horas semanales, frente al máximo de 40, la jornada de trabajo semanal.

#### Semana laboral de 32 horas - 4 días laborales
Una de las propuestas para la reducción del tiempo de trabajo es la implantación de la semana laboral de 4 días -Four-day workweek, en inglés- (ya sea de lunes a jueves; ampliando el descanso al miércoles o a la carta -para empleador y empleado-) que exigiría tanto cambios en la producción -redistribución semanal de turnos- como en la vida ordinaria -entre otros, ajustes de horarios escolares-. Sus defensores creen que supone un avance real en las mejoras laborales más palpable y claro que las escasas reducciones horarias repartidas durante cada día y que suelen acompañarse de reducción de sueldo y no crean empleo. En su favor también se argumenta la reducción del consumo de combustible al disminuir los desplazamientos al trabajo. También, desde la gestión de recursos humanos y hablando del trabajo flexible se habla de la semana laboral de 4 días e incluso 3 pero con un mantenimiento del horario laboral semanal (en vez de 8 horas diarias se trabajarían 10). El debate sobre la reducción de la jornada laboral, con la propuesta básica de 32 horas o 4 días se está realizando tanto por gobiernos como empresas y trabajadores en todo el mundo ante los problemas de empleo, productividad, conciliación, salud y ecología. En todo caso se habla de reducir las jornadas de trabajo o el tiempo de trabajo pero sin reducción de los salarios.
En 2013, en España, ante el aumento del desempleo por encima del 25 % y la prolongación de la crisis económica española de 2008-2013 el político socialista Alfonso Guerra defendió la jornada de 32 horas en cuatro días como forma de impulsar el empleo.
En 2017 la socióloga alemana Jutta Allmendinger declaró que la instauración de las 32 horas semanales, con el objeto de reducir las jornadas máximas -normalmente realizadas por hombres- permitiría aumentar las jornadas parciales de aquellos que quieren trabajar más -normalmente mujeres-. El escritor Owen Jones también defiende la semana laboral de 4 días laborables y considera que tiene repercusiones muy positivas para reducir el desempleo y la precariedad, abordar problemas de salud, aumentar la productividad, ayudar al medioambiente, mejorar la vida familiar, potenciar que los hombres contribuyan más a las tareas domésticas y hacer más feliz a la gente. El sindicato más importante de Alemania, IG Metall, reclama la semana laboral de 28 horas (4 días laborables de 7 horas) para los trabajadores por turnos y aquellos al cuidado de terceros.
En 2018 la empresa Perpetual Guardian de Nueva Zelanda probó la semana de 4 días y la adoptó para siempre al comprobar la mejora en la productividad Ese mismo año el sindicado español Unión General de Trabajadores (UGT) propuso reducir la semana laboral a cuatro días con el mismo salario para hacer frente a la automatización.
En 2020 la reducción de la semana laboral a 4 días se vio como una buena solución para reducir la presencialidad en el trabajo y también como solución al aumento del desempleo ante la pandemia de COVID-19.
En 2020, en España, la propuesta del partido político Más País de 4 días laborables (32 horas) fue rechazada en su totalidad si bien se plantean medidas para probar la propuesta y que se reduzcan las horas totales anuales. La Generalidad Valenciana incluyó en los Presupuestos de 2021 una partida destinada a subvencionar a empresas que reduzcan la jornada laboral a cuatro días o 32 horas semanales de trabajo sin que ello comporte una reducción de sueldo para sus trabajadores. La empresa de Jaén Software DelSol mantiene una jornada de 36 horas en invierno y 28 horas en verano.
En España, en 2021 el partido político Más País pactó con el Gobierno un programa piloto para reducir la jornada laboral, en concreto una partida de 50 millones de euros para ayudas a empresas que quieran aumentar su productividad disminuyendo la jornada a 32 horas. Hasta 250 empresas ensayarán la reducción de la jornada laboral o el trabajo cuatro días.
Durante 2021 la empresa Unilever probará en Nueva Zelanda la semana laboral de cuatro días con el 100 % del salario. La primera ministra de Nueva Zelanda, Jacinda Ardern, propueso a los empresarios la implantación de la semana laboral de cuatro días para fomentar el turismo interno y potenciar la economía.
En febrero de 2022 el primer ministro de Bélgica, el liberal Alexander de Croo comunicó el acuerdo para la reforma del mercado laboral por el que se puede concentrar la semana laboral en cuatro días así como potenciar un régimen de horario semanal variable con el objeto de aumentar la tasa de empleo al 80 % para 2030, en 2022 la tasa se situaba en el 71 %. No supone una reducción de jornada sino una acumulación de la jornada de 5 días en 4.
Entre las ventajas de la reducción de la semana laboral a cuatro días estaría la reducción del síndrome del quemado o síndrome de desgaste profesional, menos estrés, menos bajas laborales, más conciliación de la vida familiar y laboral e igual productividad.
El 27 y 28 de mayo de 2022 se celebró la Cumbre Internacional de la Semana de Cuatro Días ('Four Day Week International Summit') en Valencia, España. Asistieron, entre otros, Charlotte Lockhart de la organización 4 Day Week Global, John McDonnell del Partido Laborista del Reino Unido y Sophie Jaenicke, del sindicato alemán IG Metall.

En el Reino Unido 60 empresas con 3000 trabajadores probarán durante 6 meses (de junio a noviembre de 2022) la semana de cuatro días laborales sin reducción de salario. Finalizada la prueba se evaluará la productividad. El Congreso de Argentina aprobó dos propuestas similares para evaluar posteriormente los resultados.
En mayo de 2022 en Portugal se aprobó por el Parlamento, a propuesta del partido de izquierdas 'Livre', el proyecto para ensayar una semana laboral de cuatro días. Supone la promoción y financiación de un proyecto piloto que pueda estudiar formas de aumentar la productividad, modelos diferentes de organización empresarial o estudiar formas mixtas de teletrabajo.
En junio de 2022 se dio a conocer la oferta de Telefónica España a todos sus empleados que voluntariamente se quieran acoger a la semana laboral de cuatro días pero con reducción de sueldo proporcional si bien la empresa compensa un 20 % de dicha reducción. Los trabajadores y los sindicatos siguen reivindicando el día no trabajado acabe siendo retribuido cuando se compruebe la eficiencia y productividad de la propuestas.

#### Semana laboral de 30 horas
La organización sindical española Confederación Nacional del Trabajo (CNT) promueve la reducción de tiempo de trabajo a 30 horas semanales sin reducción salarial. Para esta organización el reparto del trabajo reduciría el desempleo y mejoraría el reparto de la riqueza existente. También la Confederación General del Trabajo (CGT) promueve la reducción de la jornada laboral.
En Argentina en el año 2017 el Frente de Izquierda defendió en campaña electoral el lema 6 horas de trabajo, 5 días, para que todos tengan trabajo, sin rebaja salarial y que el mínimo cubra la canasta familiar.

#### Semana laboral de 25 horas
La organización española Movimiento 15-M propuso la jornada semanal de 25 horas

#### Semana laboral de 21 horas
Una semana laboral de 21 horas podría ayudar a enfrentar varios problemas relacionados y urgentes: sobre trabajo, desempleo, hiper consumo, altas emisiones de carbono, bajo bienestar, desigualdad, y sobre todo la falta de tiempo para vivir de manera sostenible y de cuidar de nuestros seres queridos, o simplemente de disfrutar la vida. La New Economics Foundation (NEF) presentó un informe en 2010 en el que considera, a la vista del promedio de horas trabajadas por semana para la población económicamente activa, suficientes y satisfactorias 21 horas de trabajo semanal. En el mismo tipo de argumentación que la NEF estáría James Vaupel quien, desde la demografía, considera que el aumento de la longevidad traerá importantes cambios de vida que tendrán una repercusión en la disminución de las horas de trabajo.

#### Semana laboral de 20 horas - Jornada de 4 horas
Los argumentos para una jornada laboral de 4 horas -diarias- se remontan a las propuestas de André Gorz; y a los planteamientos de Jon Bekken. Dichos argumentos son, principalmente, el aumento de la productividad y en el estancamiento de las reducciones de la jornada laboral desde 1886, cuando se logró la jornada de 8 horas.

#### Semana laboral de 15 horas
Rutger Bregman, en su libro Utopía para realistas, propone, siguiendo las previsiones que hizo en 1930 John Maynard Keynes, la semana laboral de 15 horas ya sea reduciendo la jornada diaria a 3 horas durante 5 días o reduciendo la semana laboral a 3 días trabajando 5 horas diarias. Según el autor los incrementos de la productividad, la automatización y robotización llevarán tarde o temprano a ese escenario. Además, señala, muchos de los 'considerados trabajos' actualmente son improductivos por lo que el trabajo realmente productivo se ha reducido radicalmente y se sigue reduciendo. El autor defiende además la renta básica universal y un mundo sin fronteras.

## Taylorismo digital en la sociedad postindustrial
Para autores como Enric Sanchis en la esencia del capitalismo está la generación de desigualdades sociales que fueron moderadamente mitigadas durante la etapa fordista -pacto keynesiano posterior a la Segunda Guerra Mundial- pero que comenzaron a desbocarse desde la década de 1980 y que no han parado de crecer. Estas desigualdades son cada vez mayores y fragmentan la sociedad dejando una élite muy rica, una parte de la población trabajando cada vez en peores condiciones y otra en la más absoluta pobreza.
En el taylorismo digital se aprecian dos procesos unidos: la disminución de la carga de trabajo -y por tanto de puestos de trabajo- por la informatización y digitalización de procesos junto a la deslocalización y abaratamiento del trabajo cualificado.
Los autores Brown, Lauder y Asthton denominan taylorismo digital a la organización global del denominado trabajo de conocimiento propio de la revolución informática o tercera revolución industrial que es sometido al mismo proceso de gestión de organización científica que en su día sufrieron los denominados trabajos artesanales -taylorismo-.
El taylorismo digital somete a las tareas, hasta hace poco consideradas no mecanizables -de carácter creativo, intelectual-, propio de las clases medias y muchos profesionales, al mismo destino que las artesanales. Dichas tareas son codificadas y digitalizadas consiguiendo que la capacidad humana de decisión y juicio pueda ser sustituida por programas informáticos con protocolos de decisión establecidos. Además, por su facilidad de deslocalización y movilidad técnica de los procesos -propia de las conexiones globales informatizadas- los empleos son fáciles de exportar, cambiar y sustituir.
Son los países desarrollados los que más van a sufrir el taylorismo digital ya que las tareas informatizables aumentan día a día y es en los países en desarrollo y subdesarrollados donde se encuentran salarios cada vez más bajos.

## Posicionamientos ante la reducción de la jornada laboral
El Papa Francisco, en octubre de 2021, defendió la reducción de la jornada laboral para mejorar el acceso de todos al trabajo.
En Venezuela la Ley Orgánica del Trabajo, los Trabajadores y las Trabajadoras de República Bolivariana de Venezuela, firmada por el presidente Hugo Chávez, el 30/03/12, establece:

«Pago del bono nocturno. Artículo 117. La jornada nocturna será pagada con un treinta por ciento de recargo, por lo menos, sobre el salario convenido para la jornada diurna. […] Límites de la jornada de trabajo. Artículo 173. La jornada de trabajo no excederá de cinco días a la semana y el trabajador o trabajadora tendrá derecho a dos días de descanso, continuos y remunerados durante cada semana de labor. […] Progresiva disminución de la jornada de trabajo. Artículo 174. Se propenderá a la progresiva disminución de la jornada de trabajo dentro del interés social y del ámbito que se determine y se dispondrá lo conveniente para la mejor utilización del tiempo libre en beneficio del desarrollo físico, espiritual, cultural y deportiva de los trabajadores y trabajadoras, según lo establecido en la Constitución de la República Bolivariana de Venezuela […]»

En Argentina el presidente argentino Macri, líder de la alianza electoral integrada por la Unión Cívica Radical, declaró en contra de la reducción de la jornada laboral: 

«En la puerta de la Casa de Tucumán, el presidente Mauricio Macri ofreció su discurso por el Bicentenario argentino […] En referencia a los trabajadores, Macri consideró […] que ‘cada vez que un gremio consiguió reducir la jornada laboral todos los argentinos lo estamos asumiendo como parte de un costo, y no está bien»

En la política laboral argentina existen proyectos de Ley de reducción de la jornada laboral general -no solamente por insalubridad- provenientes de parlamentarios del Frente para la Victoria (FPV), es decir, el frente político encabezado por el Partido Justicialista (PJ) (por ejemplo, senador Osvaldo Ramón López, diputado Héctor Pedro Recalde, senador Daniel Pérsico, etcétera).
En 2017 el Frente de Izquierda defendió el lema 6 horas de trabajo, 5 días, para que todos tengan trabajo, sin rebaja salarial y que el mínimo cubra la canasta familiar.

## Situación actual
En 2019, la Cámara de Diputados del Congreso chileno aprobó el proyecto de reducir la jornada laboral en el país de 45 a 40 horas semanales a pesar de tener la segunda jornada laboral más extendida de la OCDE Chile aparecía entre las 10 economías con menor expansión productiva un trabajador en el país genera US$ 27 ($19 200 al cambio actual), en 1941 horas trabajando.
|    | País            | 1960 | 1970 | 1980 | 1990 | 1995 | 2000 | 2005 | 2010  | 2015  | 2019  | Evolución (2000-2018) |
| -- | --------------- | ---- | ---- | ---- | ---- | ---- | ---- | ---- | ----- | ----- | ----- | --------------------- |
| 1  | Países Bajos    |      | 1806 | 1553 | 1451 | 1456 | 1435 | 1393 | 1377  | 1.419 | 1433  | -58                   |
| 2  | Noruega         | 1995 | 1835 | 1580 | 1503 | 1488 | 1455 | 1420 | 1414  | 1424  | 1416  | -41                   |
| 3  | Alemania        |      |      | 1751 | 1578 | 1534 | 1473 | 1434 | 1419  | 1417  | 1363  | -54                   |
| 4  | Bélgica         |      |      | 1670 | 1658 | 1580 | 1545 | 1565 | 1551  | 1541  | 1545  | +6                    |
| 5  | Francia         |      | 2048 | 1860 | 1705 | 1651 | 1591 | 1557 | 1554  | 1482  | 1520  | -37                   |
| 6  | Dinamarca       |      | 1884 | 1659 | 1539 | 1541 | 1581 | 1579 | 1559  | 1457  | 1392  | -22                   |
| 7  | Austria         |      |      |      |      |      | 1654 | 1658 | 1652  | 1587  | 1625  | -71                   |
| 8  | Luxemburgo      |      |      |      | 1778 | 1766 | 1719 | 1662 | 1570  | 1616  | 1.507 | -46                   |
| 9  | Suecia          |      | 1899 | 1730 | 1517 | 1561 | 1640 | 1642 | 1605  | 1624  | 1612  | -18                   |
| 10 | Suiza           |      |      |      |      | 1698 | 1704 | 1688 | 1667  | 1640  | 1.590 | -48                   |
| 11 | Reino Unido     |      |      | 1937 | 1767 | 1765 | 1731 | 1700 | 1673  | 1647  | 1674  | -53                   |
| 12 | España          |      |      |      | 1912 | 1741 | 1733 | 1731 | 1668  | 1663  | 1.691 | -68                   |
| 13 | Irlanda         |      |      |      |      | 1988 | 1875 | 1719 | 1654  | 1664  | 1.819 | -55                   |
| 14 | Australia       |      |      |      | 1833 | 1777 | 1791 | 1780 | 1727  | 1686  | 1665  | -94                   |
| 15 | Islandia        |      |      |      |      | 1843 | 1832 | 1885 | 1794  | 1697  | 1880  | -188                  |
| 16 | Finlandia       |      | 2061 | 1982 | 1849 | 1769 | 1776 | 1751 | 1716  | 1697  | 1.646 | -54                   |
| 17 | Canadá          |      | 2059 | 1925 | 1826 | 1793 | 1773 | 1775 | 1739  | 1702  | 1706  | -73                   |
| 18 | Portugal        |      |      |      |      | 1963 | 1897 | 1765 | 1752  | 1714  | 1868  | -51                   |
| 19 | Japón           |      |      | 2243 | 2121 | 2031 | 1884 | 1821 | 1775  | 1733  | 1719  | -88                   |
| 20 | Nueva Zelandia  |      |      |      |      | 1809 | 1841 | 1828 | 1811  | 1758  | 1757  | -70                   |
| 21 | Italia          |      |      |      | 1859 | 1867 | 1859 | 1861 | 1819  | 1778  | 1725  | -83                   |
| 22 | Estados Unidos  |      | 1948 | 1902 | 1813 | 1831 | 1844 | 1836 | 1799  | 1778  | 1790  | -58                   |
| 23 | Eslovaquia      |      |      |      |      |      | 1880 | 1844 | 1785  | 1786  | 1754  | -58                   |
| 24 | México          |      |      |      |      | 1822 | 1857 | 1888 | 1909  | 1866  | 2246  | -22                   |
| 25 | Turquía         |      |      | 2086 | 1957 | 1866 | 1876 | 1937 | 1936  | 1877  | 1875  | -60                   |
| 26 | Estonia         |      |      |      |      |      |      | 1987 | 2010  | 1879  | 1881  | -108                  |
| 27 | Israel          |      |      |      |      |      |      |      | 1989  | 1889  | 1868  | -100                  |
| 28 | Polonia         |      |      |      |      |      |      | 1988 | 1994' | 1939  | 1963  | -49                   |
| 29 | República Checa |      |      |      |      |      | 2064 | 2092 | 2002  | 1947  | 1779  | -145                  |
| 30 | Hungría         |      |      |      | 2228 | 1975 | 2039 | 2057 | 1993  | 1961  | 1748  | -96                   |
| 31 | Rusia           |      |      |      |      | 1933 | 1891 | 1982 | 1990  | 1976  | 1978  | -6                    |
| 32 | Chile           |      |      |      |      |      | 2313 | 2263 | 2157  | 2068  | 1987  | -195                  |
| 33 | Grecia          |      |      |      | 2194 | 2116 | 2123 | 2121 | 2086  | 2109  | 2042  | -12                   |
| 34 | Corea del Sur   |      |      |      | 2864 | 2677 | 2648 | 2512 | 2351  | 2193  | 2113  | -319                  |